# Michel Roggo
Pour les articles homonymes, voir Roggo.
 (octobre 2023).
Le contenu est difficilement compréhensible vu les erreurs de traduction, qui sont peut-être dues à l'utilisation d'un logiciel de traduction automatique.
 (octobre 2023).
La mise en forme du texte ne suit pas les recommandations de Wikipédia : il faut le « wikifier ».
Les points d'amélioration suivants sont les cas les plus fréquents. Le détail des points à revoir est peut-être précisé sur la page de discussion.
- Les titres sont pré-formatés par le logiciel. Ils ne sont ni en capitales, ni en gras.
- Le texte ne doit pas être écrit en capitales (les noms de famille non plus), ni en gras, ni en italique, ni en « petit »…
- Le gras n'est utilisé que pour surligner le titre de l'article dans l'introduction, une seule fois.
- L'italique est rarement utilisé : mots en langue étrangère, titres d'œuvres, noms de bateaux, etc.
- Les citations ne sont pas en italique mais en corps de texte normal. Elles sont entourées par des guillemets français : « et ».
- Les listes à puces sont à éviter, des paragraphes rédigés étant largement préférés. Les tableaux sont à réserver à la présentation de données structurées (résultats, etc.).
- Les appels de note de bas de page (petits chiffres en exposant, introduits par l'outil «  Source ») sont à placer entre la fin de phrase et le point final[comme ça].
- Les liens internes (vers d'autres articles de Wikipédia) sont à choisir avec parcimonie. Créez des liens vers des articles approfondissant le sujet. Les termes génériques sans rapport avec le sujet sont à éviter, ainsi que les répétitions de liens vers un même terme.
- Les liens externes sont à placer uniquement dans une section « Liens externes », à la fin de l'article. Ces liens sont à choisir avec parcimonie suivant les règles définies. Si un lien sert de source à l'article, son insertion dans le texte est à faire par les notes de bas de page.
- La présentation des références doit suivre les conventions bibliographiques. Il est recommandé d'utiliser les modèles {{Ouvrage}}, {{Chapitre}}, {{Article}}, {{Lien web}} et/ou {{Bibliographie}}. Le mode d'édition visuel peut mettre en forme automatiquement les références.
- Insérer une infobox (cadre d'informations à droite) n'est pas obligatoire pour parachever la mise en page.

Pour une aide détaillée, merci de consulter Aide:Wikification.
Si vous pensez que ces points ont été résolus, vous pouvez retirer ce bandeau et améliorer la mise en forme d'un autre article.
Michel Roggo (né le 13 Septembre 1951 à Fribourg) est un photographe suisse. Il fait des photos subaquatiques depuis 1987 et est membre de l'iLCP (International League of Conservation Photographers). Il a reçu plusieurs prix pour bon nombre de ses photos et publications sur l'eau douce. 

## Vie
Michel Roggo a commencé à prendre des photos comme hobby à l'âge de 30 ans. Après des études de géologie, il a travaillé comme enseignant à Guin.  Des voyages à l'étranger ont suivi. En Alaska, il a observé la migration du saumon pour la première fois. Cela l'a tellement fasciné qu'il a décidé de photographier le train à saumon. Il a affiné sa technique d'enregistrement lors de séjours récurrents annuels. Il a pris des photos sous-marines sans se plonger.  2008, l'artiste Michel Roggo est honoré pour son travail photographique,.  
En 2010, Roggo a démarré son projet mondial après 25 ans d'expérience dans la photographie de paysages d'eau douce, d'animaux, de plantes et sous-marins et plus de 100 voyages : pour capturer 40 eaux douces dans le monde, le Freshwater Project.  

## Œuvre

### Eaux photographiées[6]
La liste suivante n'est pas exhaustive. 
| Amérique du Nord - Jakobshavn Isbræ et fjord de glace de Kangia, Groenland - Glacier Humboldt, Groenland - Lacs des Rocheuses du Nord, Colombie-Britannique, Canada - Rivière Adams, Colombie-Britannique, Canada - Rivières du Québec, Canada - Aquifère de Floride, États-Unis - Cénote, Quintana Roo, Mexique Amérique du Sud - Rio Negro (Amazone), Amazonas, Brésil - Pantanal, Mato Grosso do Sul, Brésil - Abismo Anhumas, Mato Grosso do Sul, Brésil - Serra da Bodoquena, Mato Grosso do Sul, Brésil - Rio Iguaçu, Argentine/Brésil Europe - Fissure tectonique, Þingvellir, Islande - Umeälven, Laponie suédoise - Itchen, Hampshire, Angleterre, Royaume-Uni | - Singine, Sarine, Verzasca (Alpes Suisse) - Glacier du Gorner, Lacs de Fenêtre (Alpes valaisannes) - Doubs, Jura (Suisse) - Lac de Morat, Lac de Neuchâtel, Lac de Bienne (Suisse) - Rio Tinto, Andalousie, Espagne - Sava Dolinka, Sava Bohinjka, Slovénie - Lacs de Plitvice, Croatie - Rijeka Gacka, Croatie - Delta du Danube, Roumanie Afrique - Lac Malawi, Malawi - Mosi-oa-Tunya, Zimbabwe/Zambie - Okavango, Botswana Asie - Wadi Wurayah et Wadi Shawka, Émirats arabes unis - Wadis dans les Monts Hajar, Oman | - Vallée de Jiuzhaigou, Sichuan, Chine - Xian de Huanglong, Sichuan, Chine - Lac Baïkal, Russie - Temnik, Bouriatie, Russie - Kuril'skoye Ozero, Kamtchatka, Russie - Gunung Mulu, Sarawak, Bornéo, Malaisie Australie, Océanie - Côte calcaire, Australie du Sud - Te Waikoropupu Springs, Nouvelle-Zélande - Rotomairewhenua, Nouvelle-Zélande Antarctique - Péninsule Antarctique - Cap Adare, Antarctique - Mer de Ross, Antarctique |

## Publications
- 3 lacs = 3 lacs. (avec le co-auteur Étienne Francey) Werd & Weber Verlag, Thoune 2019.
- Aqua: wasser.eau.water. Werd & Weber Verlag, Thoune 2017.
- Wasser.schweiz = Water.switzerland = Eau.suisse. Werd & Weber Verlag, Thoune 2014
- Avec Pierre-Pascal Rossi (texte) : Eau douce: Itinéraire d'un pêcheur d'images. Slatkine, Genève 2008.
- L'eau douce. Avec les yeux d'un pêcheur photo. Paulusverlag, Fribourg 2008.
- Poissons suisse = monde du poisson suisse = Pesci svizzeri. (+ Fiche d'accompagnement). DVD. WWF Suisse, Zurich 2004
- Les poissons de Suisse = Les poissons de Suisse = I pesci della Svizzera. WWF, o. O. 2003.
- Avec Anton Bertschy (texte) : Das Senseland. Édité par Deutschfreiburger Heimatkundeverein. Paulus Verlag, Fribourg/Suisse. 2003
- Avec Markus Hostmann, Andreas Knutti (texte) : Befreite Wasser. Entdeckungsreisen in revitalisierte Flusslandschaften der Schweiz. Édité par WWF / Office fédéral de l'environnement OFEV. Rotpunktverlag, Zurich 2002.
- Avec Anton Schwartz: Urlandschaften. Éd. par le Deutschfreiburger Heimatkundeverein. Paulus Verlag, Fribourg/Suisse. 2001
- Leben am Fluss. Édité par Pro Natura. Paulus Verlag, Fribourg/Suisse, 1998
- Avec Stefan Stöcklin (texte) : Fischperspektiven. Éd. par Amt für Wald und Natur, Fischereiinspektorat. Fischereiinspektorat des Kantons Bern [1994].

## Expositions (sélection)
- 3 lacs. Avec Étienne Francey. Musée de Morat, 16 juin - 6 octobre 2019[7]
- Aqua. Musée zoologique de l'Université de Zurich, 23 juillet 2019 - 2 février 2020[8]
- AQUA. Musée d'histoire naturelle de Bâle, 29 mars 2019 - 30 juin 2019[9]
- Aqua. Musée d'histoire naturelle de Fribourg, 10 juin 2017 - 28 janvier 2018[10]
- mondes d'eau. Musée d'histoire naturelle de Fribourg, 22 mai - 3 octobre 2015

## Prix et récompenses (sélection)
- Photographe animalier de l'année (Liste) : 2019 Plants and Fungi (cf. Liste complète, n ° 3057) et excellente image
- Photographe animalier de l'année (Liste) : 2017 Plants and Fungi (cf. Liste complète, n ° 2884) et excellente photo et article (en anglais) de Paul Teasdale: Wildlife Photographer of the Year: underwater photographers in the Field. Dans: Natural History Museum (Londres). Décembre 2017

## Littérature (selection)
- Didier Martenet: La deuxième vie du photographe d'eau douce. Dans: L'illustré, 27. Septembre 2019.
- Pierre-André Sieber: Quand l'eau devient un paysage. Michel Roggo, l'auréat de la Communauté de travail du Fribourg alémanique, le photographe publie un livre d'images subacquatiques. Dans: La Liberté, 20.09.2008, p.19

## Liens Web
- Site web de Michel Roggo
- Télévision Suisse RTS, 28 décembre 2019: Exposition des meilleures photos de nature à Neuchâtel, entretien avec Michel Roggo
- La Télé. Actu Fribourg, 17 juin 2019: Immersion en eau douce, rencontre avec le photographe mondialement réputé Michel Roggo

## références
1. ↑  Didier Martenet, « La deuxième vie du photographe d'eau douce », L'Illustré, 27 septembre 2019 (consulté le 3 février 2020)
2. ↑  (en) « Michel Roggo », sur Michel Roggo (consulté le 3 février 2020)
3. ↑  (de) SRF 1, Regionaljournal BE FR VS, « Freiburger Fotograf erhält Kulturpreis », sur Schweizer Radio und Fernsehen, 21 septembre 2008 (consulté le 3 février 2020)
4. ↑  Pierre-André Sieber, « Quand l'eau devient un paysage. Michel Roggo, l'auréat de la Communauté de travail de Fribourg alémanique », La Liberté, 20 septembre 2008 (consulté le 3 février 2020)
5. ↑  (en) International Leage of Conservation Photographers, « Michel Roggo (Biography) », sur iLCP (consulté le 3 février 2020)
6. ↑  (en) Michel Roggo, « The Freshwater Project », sur Locations (consulté le 3 février 2020)
7. ↑  Michel Roggo/Etienne Francey, « 3 Seen=3 lacs », sur Musée de Morat, 16 juin - 6 octobre 2019 (consulté le 3 février 2020)
8. ↑  (en) University of Zurich, « Diving into Colorful Underwater Worlds », sur News, 16 juillet 2019 (consulté le 3 février 2020)
9. ↑  Naturhistorisches Museum Basel, « Aqua. Photographs by Michel Roggo », sur Agenda, 29 mars - 30 juin 2019 (consulté le 3 février 2020)
10. ↑  « AQUA - michel.roggo.photographie », sur Musee d'histoire naturelle de Fribourg, 10 juin 2017 - 28 janvier 2018 (consulté le 3 février 2020)